# Patrizio Oliva
Patrizio Oliva (ur. 28 stycznia 1959 w Neapolu) – włoski bokser, mistrz olimpijski z 1980, zawodowy mistrz świata kategorii junior półśredniej.
Jako amator wystąpił na mistrzostwach Europy w 1979 w Kolonii, gdzie zdobył srebrny medal w wadze lekkopółśredniej (do 63,5 kg), przegrywając w finale ze Sierikiem Konakbajewem ze Związku Radzieckiego.
Na igrzyskach olimpijskich w 1980 w Moskwie zrewanżował się Konakbajewowi, którego pokonał w finale i zdobył złoty medal tej kategorii. Uzyskał wówczas Puchar Vala Barkera dla najlepszego technicznie boksera turnieju.
Był mistrzem Włoch w kategorii lekkiej (do 60 kg) w 1978.
Od 1980 walczył jako bokser zawodowy. W 1981 wywalczył tytuł mistrza Włoch wagi junior półśredniej, a 5 stycznia 1983 w Ischii pokonał Roberta Gambiniego z Francji i został mistrzem Europy EBU tej kategorii. Ośmiokrotnie skutecznie bronił tego tytułu.
15 marca 1986 w Monako zdobył tytuł mistrza świata wagi junior półśredniej organizacji WBA wygrywając na punkty z obrońcą tytułu Ubaldo Sacco z Argentyny. Walcząc w obronie tytułu wygrał z Amerykaninem Brianem Brunette i Rodolfo Gonzálezem z Meksyku, a 4 lipca 1987 w Ribera przegrał przez nokaut w 3. rundzie z Juanem Martinem Coggi z Argentyny. Była to jego pierwsza porażka.
Następną walkę stoczył dopiero w 1989, w wadze półśredniej.14 listopada 1990 został mistrzem Europy EBU tej kategorii, po zwycięstwie w Campione d’Italia nad Kirklandem Laingiem. Dwukrotnie obronił ten tytuł. 25 czerwca 1992 w Licola przegrał z Buddym McGirtem z USA w walce o pas mistrza świata wagi półśredniej organizacji WBC. Po tej walce zakończył karierę.